# Comté de la vallée Chapman
Le Comté de la vallée Chapman est une zone d'administration locale sur la côte est de l'Australie-Occidentale en Australie. Le comté est situé immédiatement au nord-est de la ville de Geraldton et à environ 440 kilomètres au nord de Perth, la capitale de l'État.
Le centre administratif du comté est la ville de Nabawa.
Le comté est divisé en un certain nombre de localités:
- Nabawa
- Howatharra
- Nanson
- Narra Tarra
- Oakajee
- Yetna
- Yuna

Le comté a 9 conseillers locaux en 3 circonscriptions avec chacune 3 conseillers.
- Central Ward
- Southwest Ward
- Yuna Ward